# Kienveen
Het Kienveen is onderdeel van de Velhorst bij Almen.
Het is een door bos omsloten vochtig laag terrein met poeltjes en sloten dat 's winters grotendeels onder water staat. Verder is er een hoger gelegen deel met jeneverbes. Veel van de oorspronkelijke begroeiing is de laatste jaren teruggekeerd, zoals melkviooltje, moerashertshooi, oeverkruid, moeraswolfsklauw, vetblad en kleine zonnedauw. Daarnaast groeit hier ook wilde gagel.